# Redemption Day
Pour plus de détails, voir Fiche technique et Distribution.
Redemption Day est un film d'action américain coécrit et réalisé par Hicham Hajji, sorti en 2021.

## Synopsis
En Syrie, un convoi de véhicules militaires est attaqué. Un soldat des Marines blessé est secouru par le capitaine Brad Paxton (Gary Dourdan). De retour aux États-Unis, Brad est traumatisé par cet évènement, il en fait des cauchemars la nuit. Son épouse Kate (Serinda Swan) est inquiète pour lui. Kate et Brad ont une fille : Clair. Brad a été décoré pour son acte, ses collègues et son entourage considèrent comme un héros. Brad se rend à la salle de boxe où son père Ed (Ernie Hudson) est entraineur. Ed dit a son fils qu'il est inquiet pour lui et qu'il devrait parler du traumatisme qu'il a subi.
Kate, archéologue renommée, tient un conférence sur la découverte récente au Maroc d'ossements humains vieux de 315 000 ans. Elle se rend au Maroc pour rejoindre des confrères et se rendre sur le site de fouilles. Rapidement, en traversant la frontière algérienne, ils sont kidnappés par des rebelles terroristes qui réclament une rançon de 10 millions de dollars en échange de leur liberation et vie sauve. Capitaine du corps des Marines et héros de guerre décoré, tout juste revenu de Syrie, le mari de Kate, Brad (Gary Dourdan), se lance dans une mission périlleuse pour sauver son épouse.

## Fiche technique
- Titre original et français : Redemption Day
- Réalisation : Hicham Hajji
- Scénario : Lemore Syvan, Samy Chouia et Hicham Hajji
- Montage : Karim Ouaret
- Musique : Sacha Chaban
- Photographie : Philip Lozano
- Production : Hicham Hajji et David Zilberberg
- Sociétés de production : Voltage Pictures, H Films et Buffalo 8 Productions
- Société de distribution : Saban Films
- Pays d'origine :  États-Unis
- Langue originale : anglais
- Format : couleur - 2.35:1
- Genre : action
- Durée : 99 minutes
- Dates de sortie  :
  -  États-Unis : 8 janvier 2021
  -  France : 13 avril 2021 (VOD)

## Distribution
- Gary Dourdan : Capitaine Brad Paxton, des Marines
- Serinda Swan : Kate Paxton, archéologue, épouse de Brad
- Andy García (VF : Bernard Gabay) : Williams, ambassadeur des États-Unis au Maroc
- Brice Bexter : Younes Laalej
- Ernie Hudson (VF : Thierry Desroses) : Ed Paxton, père de Brad, entraineur de boxe
- Martin Donovan (VF : Guillaume Orsat) : Tom « Fitz » Fitzgerald
- Robert Knepper (VF : Nicolas Marié) : le mystérieux lobbyiste
- Samy Naceri : Jaafar El Hadi
- Yassine Azzouz : Amir Jadid
- Lilia Hajji : Clair Paxton, fille de Brad et Kate
- Brahim Rachiki : Jean Rashidi